# Dichochrysa ariadne
Dichochrysa ariadne är en insektsart som först beskrevs av Hölzel 1978.  Dichochrysa ariadne ingår i släktet Dichochrysa och familjen guldögonsländor. Inga underarter finns listade i Catalogue of Life.